# 上凯斯卡格 (阿拉斯加州)
上凯斯卡格（英語：Upper Kalskag），是美国阿拉斯加州的一座城市。该市的人口在2000年为230人，2010年有210人。人口在阿拉斯加州排行第104。